# Andrea Fortunato
Andrea Fortunato (Salerno, 26 de julho de 1971 - Perugia, 25 de abril de 1995) foi um futebolista italiano que atuava como lateral-esquerdo.

## Carreira
Considerado um dos atletas mais promissores de sua posição no futebol italiano, Fortunato profissionalizou-se em 1988, no Como, e fez sua estreia em outubro do ano seguinte, tendo jogado 43 vezes pelos Lariani. Contratado pelo Genoa em 1991, não teve chances na equipe principal, uma vez que o titular da lateral-esquerda era o experiente brasileiro Branco. Foi emprestado ao Pisa entre 1991 e 1992, participando em 25 partidas. Com a saída de Branco, Fortunato assumiu a titularidade. No clube da Ligúria, atuou em 35 jogos e marcou 3 gols.
Na temporada 1993-94, assinou com a Juventus. Considerado pela Vecchia Signora o sucessor de Antonio Cabrini, Fortunato vestiu a camisa 3, e chamou a atenção do técnico Arrigo Sacchi, que o convocou para um jogo da Seleção Italiana pelas grupo 1 das eliminatórias europeias da Copa de 1994, contra a Estônia. O desempenho do jogador agradou Sacchi, que incluiu Fortunato em sua lista de pré-convocados ao torneio.

## Morte
Durante a segunda parte da temporada, Fortunato sofreu uma inesperada queda de rendimento, e foi afastado do elenco da Juventus. Em maio de 1994, os médicos da equipe descobriram que o lateral era portador de uma forma rara de leucemia.
O jogador decidiu procurar um doador compatível, passou por um processo de quimioterapia em Turim e por 2 transplantes; o primeiro, de sua irmã Paola, não deu certo, e o segundo, por parte de seu pai, rendeu-lhe uma recuperação aparentemente bem-sucedida. O técnico Marcello Lippi chegou a reintegrar Fortunato ao time principal no jogo contra a Sampdoria, em fevereiro de 1995.
Embora sua condição fosse boa, o lateral contraiu uma gripe que o levou de volta ao mesmo hospital de Perugia em que passou pelo segundo transplante de medula óssea. A gripe evoluiu para uma grave pneumonia que causou sua morte, em 25 de abril, aos 23 anos. No dia seguinte, a Itália enfrentaria a Lituânia pelas eliminatórias da Eurocopa de 1996, e prestou uma homenagem com 1 minuto de silêncio. A Juventus, que viria a conquistar o título da Serie A, dedicou a conquista a Fortunato, batizando o troféu de Fortunato' Scudetto.

## Títulos
Juventus
- Serie A: 1994–95 (póstumo)
- Coppa Italia: 1994–95 (póstumo)